# Océanie (film)
Pour plus de détails, voir Fiche technique et Distribution.
Océanie est un documentaire français réalisé en 2001 par Charles Belmont et sorti en 2009.

## Fiche technique
- Titre : Océanie
- Réalisation : Charles Belmont
- Photographie : Étienne Carton de Grammont
- Montage : Marielle Issartel
- Pays d'origine :  France
- Production : Key Light
- Genre : documentaire
- Durée : 87 minutes
- Date de sortie : France - 29 mai 2009

## Distribution
- Ariane Mnouchkine
- Marie-Claude Tjibaou